# Brooke Forde
Pour les articles homonymes, voir Forde (homonymie).
Brooke Forde est une nageuse américaine née le 4 mars 1999 à Louisville. Elle a remporté la médaille d'argent du relais 4 × 200 m nage libre aux Jeux olympiques d'été de 2020 à Tokyo.